# Donji Kraljevec (Međimurje)
Pour les articles homonymes, voir Donji Kraljevec.
Donji Kraljevec est un village et une municipalité située dans le comitat de Međimurje, en Croatie. Au recensement de 2001, la municipalité comptait 4 931 habitants, dont 98,22 % de Croates et le village seul comptait 1 694 habitants.

## Localités
La municipalité de Donji Kraljevec compte 6 localités :
| - Donji Hrašćan - Donji Kraljevec - Donji Pustakovec | - Hodošan - Palinovec - Sveti Juraj u Trnju |

## Personnalité
- Le polygraphe et occultiste autrichien Rudolf Steiner y est né le 27 février 1861.